# ميك بيري
ميك بيري (بالإنجليزية: Mick Perry)‏ (4 أبريل 1964 ويمبلدون المملكة المتحدة - ) هو لاعب كرة قدم بريطاني يلعب كمهاجم.